# Ластейри, Шарль-Филибер
Граф Шарль-Филибер Ластейри (фр. Charles Philibert de Lasteyrie; 4 ноября 1759, Брив-ла-Гайард, Коррез, Франция — 5 ноября 1849, Париж) — французский агроном
, один из первых французских литографов, рисовальщик, печатник, издатель, филантроп.

## Биография

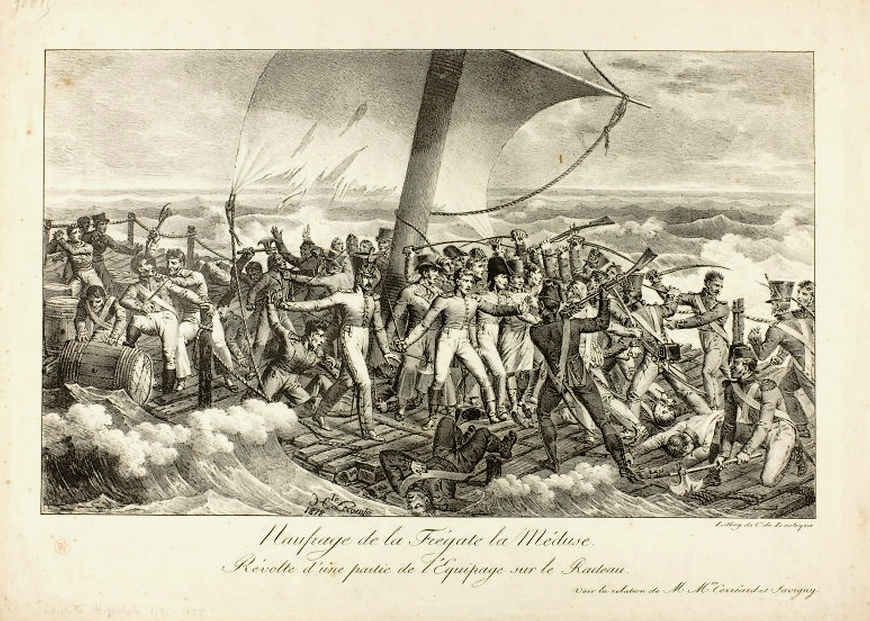
Литография «Гибель плота „Медузы“», 1818

Представитель древнего аристократического рода. Родственник Мирабо.
В 1812—1814 годах стажировался в Мюнхене. В апреле 1816 года основал собственную типографию в Париже.
После 1818 года постепенно ушёл из полиграфического бизнеса, хотя публикации под его именем продолжались до 1825 года.

## Избранные сочинения
- «Traité sur les bêtes à laine d’Espagne, leur education» (1799);
- «Histoire de l’introduction des moutons à laine fine d’Espagne» (1802);
- «Du cotonnier et de la culture» (1808);
- «Du pastel et de l’indigotier» (1811);
- «Collection des machines, instruments etc. employér dans l’économie rurale, domestique et industrielle» (1820—21);

Принимал участие в издании «Le théâtre d’agriculture et mesnage des champs d’Olivier de Serres» и «Cours complet, ou dictionnaire universel d’agriculture pratique, d’économie rurale», аббата Розье (Rozier).